# Laozao
El laozao (xinès simplificat: 醪糟, pinyin: Láozāo), també conegut com a jiuniang o jiangmijiu, i antigament com a li, és un aliment fermentat asiàtic i especialment tradicional de la Xina. Es tracta d’unes darreries dolces, de textura pastosa i de baix contingut alcohòlic, preparades amb arròs glutinós, que constitueixen un subtipus dels anomenats vins d’arròs.
La seva preparació, típicament casolana, es basa en la inoculació de l’arròs amb les espècies fúngiques Rhizopus chinensis i Rhizopus oryzae, però també del gènere Guillermondella (antigament Endomycopsis). Aquests llevats són productors d'amilases, els enzims de trencament del midó en sucres més simples. Passats uns dos dies a temperatura ambient, l’arròs pren una textura mucilaginosa i un contingut significatiu en carbohidrats, àcid orgànics, etanol, els mateixos llevats responsables de la fermentació i altres bacteris de l’àcid làctic beneficiosos per a la microbiota intestinal.